# دانيال أدو (لاعب كرة قدم غاني)
دانيال أدو (بالإنجليزية: Daniel Addo)‏ هو لاعب كرة قدم غاني في مركز الوسط، ولد في 6 مارس 1987 في أكرا في غانا. لعب مع أوفتاس سبور وغنتشلربيرليغي ونادي ميدياما ونادي هارتس أوف أوك.

## وصلات خارجية
- دانيال أدو (لاعب كرة قدم غاني) على موقع اتحاد تركيا (لاعب) (الإنجليزية)
- دانيال أدو (لاعب كرة قدم غاني) على موقع قاعدة بيانات كرة القدم.إي يو (الإنجليزية)
- دانيال أدو (لاعب كرة قدم غاني) على موقع Soccerway.com (الإنجليزية)